# Vinon-sur-Verdon
Vinon-sur-Verdon (okzitanisch Vinon de Verdon) ist eine französische Gemeinde mit 4.387 Einwohnern (Stand 1. Januar 2022) im Département Var in der Region Provence-Alpes-Côte d’Azur. Sie gehört zum Kanton Saint-Maximin-la-Sainte-Baume im Arrondissement Brignoles.

## Lage
Die Gemeinde liegt am Fluss Verdon und seinem Zufluss Malaurie im Regionalen Naturpark Verdon. Die Durance fließt entlang der westlichen Gemeindegrenze.
Die Altstadt befindet sich südlich des Verdon, nördlich liegen Wohn- und Gewerbegebiete. Etwas abgesetzt im Nordosten findet sich das seit den 1980ern entstandene Wohngebiet La Clape.
Ebenalls an der westlichen Gemeindegrenze verläuft die Autoroute A 51 nach Marseille, zu der 5 km im Norden eine Anbindung besteht.
Nachbarstädte sind Manosque im Norden und Gréoux-les-Bains im Osten.

## Geschichte
Spuren einer frühen Besiedelung des Gebietes führen in die gallisch-römische Epoche. Am rechten Ufer des Verdon befinden sich Überreste einer römischen Villa mit Mosaikdekor und Inschriften.
Der Ort wurde erstmals im Jahr 1074 als Vino oder Vinonum erwähnt. Bérenger, Graf der Provence gab den Ort im Jahr 1238 dem Templerorden zu Lehen, der die Herrschaft bis zur Französischen Revolution behielt. Im Jahr 1591 widerstand das Château Vinon den Truppen Karl Emanuels I., Herzog von Savoyen.

## Bevölkerung
| Jahr                      | 1962 | 1968 | 1975 | 1982 | 1990 | 1999 | 2007 | 2016 |
| Einwohner                 | 1204 | 1672 | 1832 | 2196 | 2752 | 2992 | 3840 | 4224 |
| Quelle: Cassini und INSEE |      |      |      |      |      |      |      |      |

## Partnerstadt
- Die Nord-Italienische Gemeinde Capriata d'Orba (seit 1997)

## Kultur und Sehenswürdigkeiten
- Das Kernforschungszentrum Cadarache liegt etwa 5 km westlich der Stadt.[3]
- Der Flugplatz von Vinon-sur-Verdon beherbergt die Association Aéronautique Verdon Alpilles, das älteste Segelflugzentrum Frankreichs
- In der Moulin de Saint André, einer renovierten, ehemaligen Mühle am Ufer des Verdon, befindet sich das Fremdenverkehrsbüro, eine Theaterbühne, ein Kino und ein Konzertsaal.